# 464
Cette page concerne l'année 464  du calendrier julien. Pour l'année 464 av. J.-C., voir 464 av. J.-C. Pour le nombre 464, voir 464 (nombre).
L'année 464 est une année bissextile qui commence un mercredi.

## Événements
- Traité entre les Wisigoths et les Suèves au début de l'année. Le royaume suève est reconstitué par Rémismond[1]. Théodoric II annexe la Tarraconaise au royaume wisigoth.
- 6 février : Ricimer bat les Alains qui ont envahi l'Italie près de Bergame[1].
- Printemps-été :
  - Les Saxons d'Adovacrius (Eadwacer) sont refoulés à Angers par Ægidius ; ils reviennent en 469 et le comte Paul est tué en tentant de les chasser de la ville[2].
  - Les Vandales ravagent la Sicile et l'Italie ; ils sont chassés en septembre par le comte Marcellinus[3].
- Mai-septembre : Ægidius envoie une ambassade auprès de Genséric, sans doute dans le but de former une alliance contre les Wisigoths ou contre l'Empire romain d'Occident. Ægidius (le comte Gille) meurt peu après septembre[4]. Son fils Syagrius (mort en 486) lui succède à la tête du domaine gallo-romain entre Loire et Somme, sous la tutelle du comte Paul jusqu'en 469[5].

- Inscription du roi Mānadeva Ier, premier souverain attesté historiquement de la dynastie Licchavi qui règne sur la vallée centrale du Népal du IVe siècle au VIIIe siècle[6].

## Décès en 464
- Ægidius, général romain.